# Agios Fotios (Bezirk Paphos)
Agios Fotios (griechisch Άγιος Φώτιος), auch Ais Fotis (griechisch Άις Φώτης), ist ein verlassenes Dorf auf dem Gebiet der heutigen Gemeinde Statos-Agios Fotios im Bezirk Paphos in der Republik Zypern.

## Lage und Umgebung
Agios Fotios liegt im Westen der Mittelmeerinsel Zypern auf einer Höhe von etwa 720 Metern, etwa 5 Kilometer südlich von Pano Panagia. Statos liegt nördlich und Statos-Agios Fotios nordöstlich. Vor der Vereinigung mit Statos betrug die Verwaltungsfläche etwa 5,21 Quadratkilometer. Es kann über die Straße F723 erreicht werden. Die durchschnittliche jährliche Niederschlagsmenge beträgt rund 600 Millimeter. Neben Weinreben werden in Agios Fotios auch Getreide, Hülsenfrüchte, Nutzpflanzen und einige Obstbäume angebaut. Das Dorf liegt auf Kreiden, margaischen Kreiden und den Gesteinen der Mamonia-Formation, insbesondere den Tonen und Sandsteinen.

## Geschichte
Dieses Dorf in Paphos existierte im Mittelalter. Es wird als S. Fotis in einem Manuskript aus der venezianischen Zeit erwähnt.
Aufgrund von Erdrutschen, die sowohl durch das Erdbeben von 1953 als auch durch starke Regenfälle zwischen 1966 und 1969 verursacht wurden, wurde das Dorf zerstört und zusammen mit Statos an den heutigen nordöstlichen Standort Ambelitis (griechisch Αμπελίτης) verlegt. Mit dem Verwaltungsgesetz Nr. 31, veröffentlicht im Amtsblatt der Republik am 8. Februar 1974 (Zeitungsnummer 1.070), wurde das gesamte Gebiet des Nachbardorfes Agios Fotios dem Verwaltungsgebiet des Dorfes Statos hinzugefügt. Mit einem im Jahr 1976 veröffentlichten Verwaltungsakt (Amtsnr. 1312 vom 19.11.76, Aktnr. 234) erhielt das neue Dorf den Namen Statos-Agios Fotios.
Das alte Dorf ist heute weitgehend verfallen und nur noch einige Schäfer nutzen die verlassenen Häuser.

### Bevölkerungsentwicklung
Die folgende Tabelle zeigt die Bevölkerung des Dorfes, wie sie in den in Zypern durchgeführten Volkszählungen erfasst wurde.
| Jahr      | 1881 | 1891 | 1901 | 1911 | 1921 | 1931 | 1946 | 1960 | 1973 | 1976 |
| Einwohner | 221  | 252  | 230  | 209  | 281  | 230  | 329  | 344  | 281  | 113  |